# Helvetinkorpi
Helvetinkorpi este o arie protejată (arie specială de conservare — SAC, sit de importanță comunitară — SCI) din Finlanda întinsă pe o suprafață de 19,2 ha, integral pe uscat.

## Localizare
Centrul sitului Helvetinkorpi este situat la coordonatele 60°30′03″N 23°09′15″E / 60.5008°N 23.1542°E.

## Înființare
Situl Helvetinkorpi a fost declarat sit de importanță comunitară în mai 2002 pentru a proteja 1 specie de animale. Situl a fost protejat și ca arie specială de conservare în aprilie 2015.

## Biodiversitate
Situată în ecoregiunea boreală, aria protejată conține 3 habitate naturale: Taiga vestică, Păduri fino-scandinave bogate în ierburi cu Picea abies, Mlaștini împădurite.
La baza desemnării sitului se află o specie protejată de  mamifere: veveriță zburătoare siberiană (Pteromys volans).